# 富山地方鉄道富山港線
富山港線（とやまこうせん）は、富山県富山市の富山駅停留場から同市の岩瀬浜駅までを結ぶ富山地方鉄道の軌道・鉄道路線である。

## 概要
富山港線は路面電車が市中心部の併用軌道区間から専用軌道の鉄道区間へ直通するトラムトレインに分類されるもので、富山駅停留場から奥田中学校前駅までの1.2 kmを併用軌道で走行する。
元々は富岩鉄道によって開業した鉄道路線で、昭和10年代に富山電気鉄道と合併、富山電気鉄道が富山地方鉄道へ社名変更した後に戦時買収により国有化され、長らく日本国有鉄道の路線（1981年より地方交通線）として運営されてきた。
国鉄分割民営化後は西日本旅客鉄道（JR西日本）の路線となったが、2006年（平成18年）3月1日をもって同社路線としては廃止された。その後、富山港線の諸設備は第三セクター会社の富山ライトレールに移管され、富山駅付近の経路変更や駅の増設を行った上で、路面電車によって運行されるLRT路線として同年4月29日より営業を再開した。
その後、富山駅路面電車南北接続事業によって富山地方鉄道富山軌道線との直通運転が行われることとなり、運転開始1か月前の2020年（令和2年）2月22日には富山ライトレールが富山地方鉄道に吸収合併され、富山港線も約76年8か月ぶりに同社の路線となった。買収・国有化された路線がそれ以前の事業者の運営に戻った唯一のケースである。

## 路線データ

### LRT化後
- 路線距離（営業キロ）：全長7.7 km
  - 富山駅 - 奥田中学校前間 1.2 km（軌道事業 - 軌道整備事業者は富山市、軌道運送事業者は富山地方鉄道）
  - 奥田中学校前 - 岩瀬浜間 6.5 km（第一種鉄道事業）
- 軌間：1,067 mm
- 駅数：15駅（起終点駅含む）
- 複線区間：龍谷富山高校前（永楽町） - 奥田中学校前間 0.4 km[4][5][6]
- 電化区間：全線（直流600 V）
- 閉塞方式
  - 富山駅 - 奥田中学校前間：特殊自動閉塞式（トロリーコンタクター式）[7]
  - 奥田中学校前 - 岩瀬浜間：自動閉塞式
- 保安装置
  - 奥田中学校前 - 岩瀬浜間：ATS-SW
- 車両基地：城川原駅に併設（南富山運転区城川原管理所、運転指令所および旧富山ライトレールの本社も同駅に併設）
- 最高速度
  - 富山駅 - 奥田中学校前間：40 km/h
  - 奥田中学校前 - 岩瀬浜間：60 km/h[1]

### JR西日本運営当時
- 路線距離（営業キロ）：8.0 km（第一種鉄道事業）
- 軌間：1,067 mm
- 駅数：10駅（起終点駅・臨時駅含む）
- 複線区間：なし（全線単線）
- 電化区間：全線（直流1500 V）
- 閉塞方式：自動閉塞式（特殊）
交換可能駅：1（城川原）

## 歴史

### 開業からLRT転換まで
元々は富岩鉄道が開業した路線で、その後富山電気鉄道を経て富山地方鉄道富岩線となり、私鉄の戦時買収により国鉄富山港線となった。このような経緯から富山駅で接続する北陸本線（あいの風とやま鉄道線）が交流電化であるのに対し、富山港線は直流電化となっており、七尾線が1991年（平成3年）に直流電化されるまで、長らく北陸地方の国鉄・JR線では唯一のものとなっていた。このため、当時の富山駅には構内に電化方式の境界に設けられる無電区間が北陸本線 - 富山地方鉄道本線間のものと合わせて2か所存在していた。また、富山港線は国鉄に買収された私鉄路線の中では最後に600 Vから1500 Vに昇圧された路線でもあった。
富岩鉄道時代の1934年（昭和9年）10月時点では、朝に増発され、深夜に1時間間隔となるほかは、ほぼ終日30分間隔の運行であった。
買収により南武・鶴見臨港・宇部・伊那などの買収国電や17m省形電車が投入され、1967年（昭和42年）の昇圧まで使用された。
昇圧により72系に代替された。72系は、富山向きのクモハ73形と、岩瀬浜向きのクハ79形の2両編成を運行の基本としていた。したがって当時は72系の廃車後とは逆に、編成の富山方にパンタグラフが搭載されていた。当線用の72系はかつての京浜東北線などと同様、全体がスカイブルー（青22号）に塗られていたが、他区所からの転入があった際、過渡的に茶色（ぶどう色2号）の車両が使用されることもあった。当初に投入された72系は大半が半鋼製車であったが、1970年代に順次全鋼製車に代替されている。末期は5編成計10両が配置されており、朝夕は2編成を連結した4連が2本組成され、おおむね30分間隔で運行されていた。なお、1984年2月1日国鉄ダイヤ改正で最大運用車両数が4連2本から4連・2連各1本に減り、72系2両が廃車されている。配置車のうち1編成は予備車であり、連結を外されて城川原駅の2本の側線に留置されていた。予備車としては昭和50年代半ば頃まで、両運転台のクモハ40形が1両配置されており、富山方と岩瀬浜方の両方向の先頭車として使用されていた。
1985年3月14日国鉄ダイヤ改正で72系は廃車となり、北陸本線で使用される457系・471系・475系などの交直流電車に代替された。JR線時代までを通してすべて線内折り返しの普通列車であった。ちなみに、72系については、富山港線での運用が国鉄の旅客営業列車としての最後の72系の運用となった。
その後に導入された457系・471系・475系は、基本ユニットを構成する3連での運用になった。しかし朝ラッシュ時に使用される2編成のうちの1本は、以前と同等の輸送力を確保するため、富山方にクハ455形が並ぶ変則的な4連となっていた。この運用は後に近郊形である413系の3連に置きかえられたが、最終的にはこのような限定運用はなくなった。そしてJRとしての運営末期にあたる2005年秋からは、記念イベントとして475系の2編成が交直流急行色に塗装され、当線限定で運用されていた。なお、これ以前にも475系導入後、いわゆる北陸色への塗り替えが進むまでの間も、交直流急行色で運行されていた。
475系の導入に際しては、富山駅と富山口駅との間にあった北陸本線との渡り線にデッドセクションが設置された。また城川原駅の車両基地が廃止されたが、朝夕の2編成での運行に備えて一時的に車両を留置するため、富山駅構内に1本の電留線が整備された。この電留線は、奥田駅につながっていた貨物支線の敷地を利用しており、当線が発着していた当時の6番線の北東に位置していた。
JR移管後については、1987年（昭和62年）5月に富山口駅が移転している。これは当時、富山口駅の西側を通っていた県道の地下道化工事に伴うもので、駅周辺の線路が南側に付け替えられ、北陸本線と隣接するようになった。この地下道（東田地方地下道）の完成によって、県道は当線のほか北陸本線と富山地方鉄道本線の計5本の線路の下を通過するようになり、開かずの踏切が解消された。
その後、富山駅の当線専用ホームが南西側に移転しており、単式の6番線から島式の6、7番線に切り替わっている。新しいホームは二編成を収容できるため、それまでの単式ホームのほか、その北東側の電留線も不要になり、これらの敷地は駐車場などに転用された。なお6、7番線はその後、西ホーム（当時の3番線西端の切欠きホーム）が3番線に改称されたことに伴い、7、8番線となった。
富山市中心部や沿線の工場等への通勤・通学路線の役目を担ってきたが、閑散時間帯の合理化のため、2001年（平成13年）からレールバス（キハ120形）を導入して高山本線と共通運用にし、朝と夕方の列車を電車で、昼間と夜の列車をレールバスで運行していた。JR末期にあたる2005年（平成17年）7月時点では、富山 - 岩瀬浜間は朝夕をのぞいておおむね1時間間隔の運転であったが2時間ほど運転間隔が開く時間帯もあった。全20往復（土休日は18本）のうち、475系は朝と夜のみの運用で、日中を中心に10往復がキハ120形の単行での運転となっていた。なお、廃線直前の2006年（平成18年）2月11日からは同線運用の交直流急行色に塗装変更された475系2編成の先頭車の前面に「ありがとう富山港線」と表記されたヘッドマークを掲出し、同年2月25日から最終日の28日までは終日全列車475系で運転された。このヘッドマークは、富山市出身の書家である森大衛が揮毫している。
国土地理院公式サイト内の「地図・空中写真閲覧サービス」では、米軍が1946年（昭和21年）7月に撮影した空中写真（縮尺1/10000）、国土地理院が昭和50年度（1975年度）に撮影した空中写真（縮尺1/8000）および2000年（平成12年）に撮影した空中写真（縮尺1/30000）が、富山市などを含めて公開されている。縮尺や解像度による違いはあるが、貨物線を含む当時の線形の概要を把握できる。

### LRT化計画
2003年（平成15年）にJR西日本が富山港線と吉備線について路面電車（LRT）化を検討していることを明らかにした。駅の増設・列車の増発・既存の軌道線との直通運転などにより利便性を高めるというものである。
この背景には新幹線開業に併せて富山駅を高架化する計画があり、乗客の減少が著しかった富山港線の高架化は費用対効果が悪く、路線そのものの廃止も視野に入っていた。しかし沿線が市街地化しているためバス転換は弊害も大きく、検討が重ねられた結果、富山港線については富山市を中心とする第三セクター会社が経営主体となって引き継ぐことが決定し、2004年（平成16年）4月21日に富山ライトレール株式会社が設立された。
計画では、富山駅北 - 下奥井駅間の一部（富山駅北 - 奥田中学校前踏切間）に併用軌道を新設して既存のルートは廃止（富山口駅は廃止、新ルートに新駅を設置）、また駅間600mを目安とし4か所の新駅を設置することとされた。2014年度に予定される北陸新幹線の富山乗り入れに合わせて2006年（平成18年）に富山駅北 - 岩瀬浜駅間をLRT化し、富山駅付近の高架化が完成した後に富山地方鉄道富山軌道線と接続し直通運転を行うことになった（「富山地方鉄道富山軌道線#富山駅路面電車南北接続事業」も参照）。

### LRTへの転換

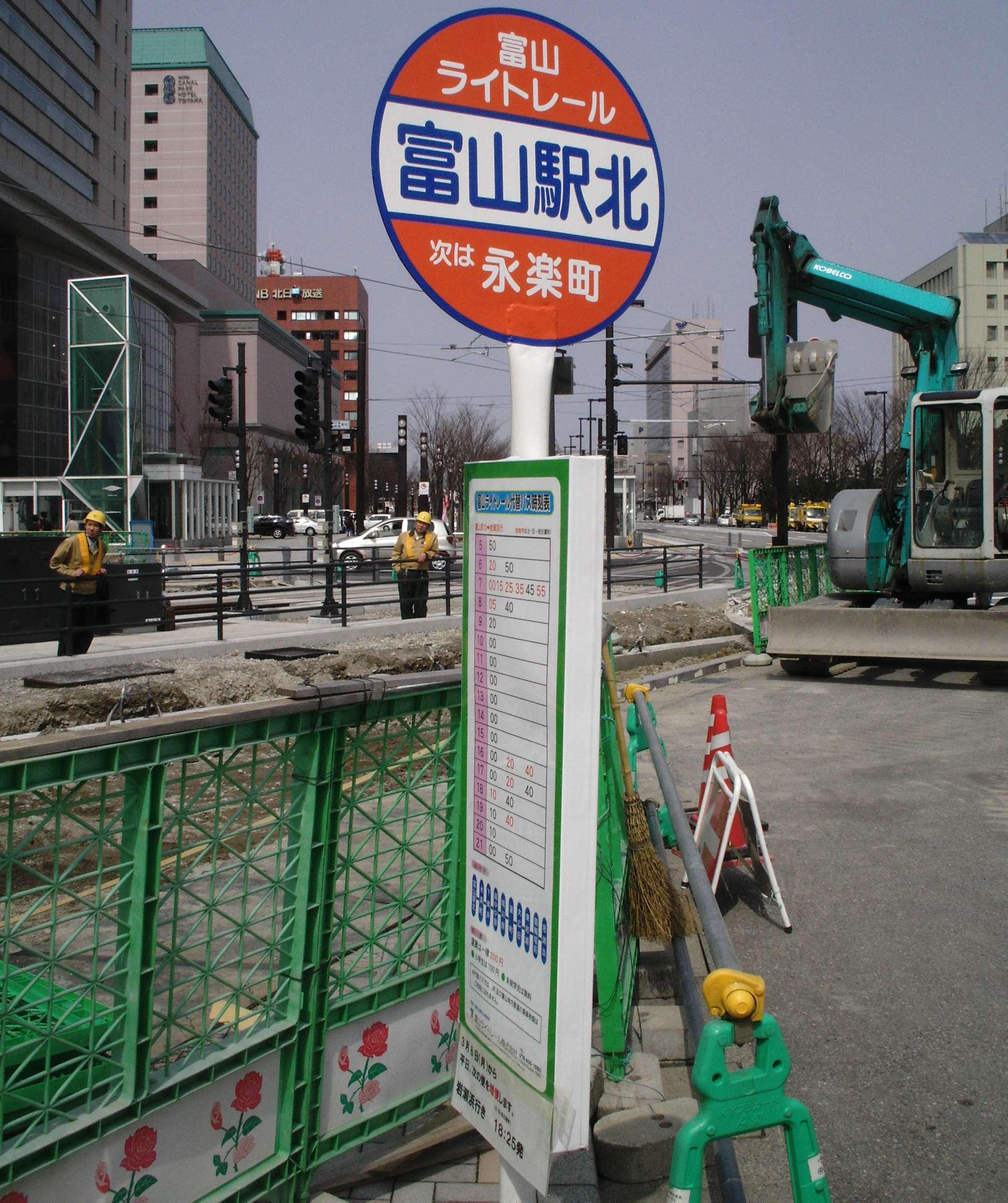
代替バス富山駅北停留所

直流600Vの富山地方鉄道富山軌道線への将来的な乗り入れも視野に入れ、き電設備・架線電圧が直流1500Vから、再び直流600Vに降圧された。そのため従来の変電所は使用できず、城川原駅と奥田中学校前駅に変電所が新設された。また、富山軌道線に合わせて車両がLRVに切り替わることから、従来のホームは転用できず、新たに低床ホームが設置された。なおJR西日本時代までに使用されていた駅舎は、休憩所として利用されることが決まっていた東岩瀬駅と、建物が比較的新しい競輪場前駅をのぞいて開業までに解体され、旧ホームについても東岩瀬駅の一部区間をのぞいて開業までに解体された。
架線柱の更新、信号機の設置、ホームの基礎整備などは、JR西日本営業末期の2005年2月25日から工事が進められており、一部で仮駅舎や仮ホームが使用されていた。しかし交換設備の設置、踏切の改修、ホームの本格的な施工などは、運行を休止した2006年（平成18年）3月始めから開始された。一連の改良工事によって架線柱がほぼ全区間で建て替えられるなど、電力関係は大幅に改修されたが、レールや枕木などの下部構造は、一部の踏切や駅区間をのぞき、ほぼ従来のままで開業日を迎えた。また踏切動作反応灯が新たに設置されたほか、踏切の遮断時間が短縮された。そのほか奥田中学校前駅に0キロポストが設置され、全線で距離標が更新された。

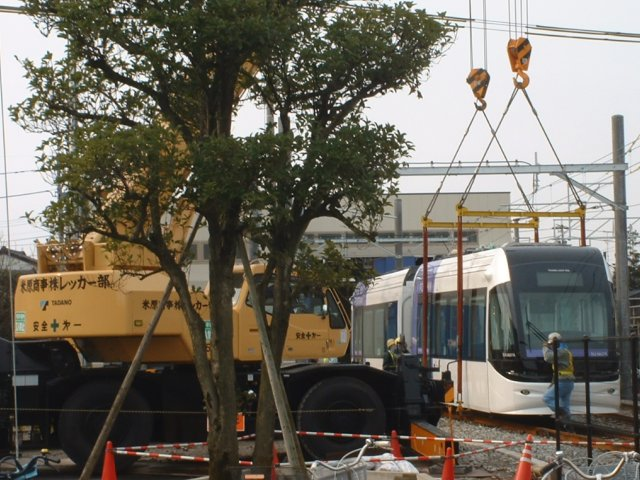
搬入中のTLR0607A（紫）
2006年3月30日

車両は新潟トランシス社製のLRV（超低床電車）、2車体連接の車両（愛称：ポートラム）TLR0600形7編成（のちに増備され最終的には8編成。富山地方鉄道合併時に0600形に改称）が導入された。2006年（平成18年）3月23日から30日にかけてすべての車両が新潟トランシスからトレーラーで城川原駅東側に輸送され、クレーンで車両基地内に搬入された。4月3日に奥田中学校前駅と岩瀬浜駅との間で、4月8日からは併用軌道区間を含む全線で試運転が開始された。
移管開業までの約2か月間はバスによる代行輸送が行われた。代替バスは、並行する富山県道1号富山魚津線、富山県道30号富山港線や市道綾田北代線を経由するルートで、運行は富山地方鉄道に委託されており、旧富山港線の各駅の周辺に専用のバス停が設置された。ただし富山口駅の代用として永楽町バス停があり、競輪場前駅バス停は臨時扱いではなかった。平日朝ラッシュ時には高頻度で運転されていたが、他の時間は1時間に1本となることもあった。
一連の移管開業に伴う事業費は約58億円と公表されている。その内訳については、7編成の車両の購入に18億5千万円、新設の併用軌道区間の施工に15億5千万円、既設区間の改良工事に24億円であることが2004年（平成16年）7月頃に報道されている。この財源については、富山駅の連続立体交差事業からの負担金として33億円・LRTシステム整備費補助として7億円・路面電車走行空間改築事業として8億円・富山市単独補助事業として10億円が支出されている。また富山市は、移管後の経営にJR西日本が一切関与しないことを前提として、同社から13億9千万円の寄付を受けた上で、旧富山港線の鉄道資産を簿価に相当する3億9千万円で購入している。そのため実質的には、富山市が鉄道資産を無償で譲り受けた上で、10億円の寄付を受けたことになる。
移管開業に先立ち、駅や車両などのデザインは、全体を総合的に管理する「トータルデザイン」という手法を採用することになり、株式会社GK設計と、地元の島津環境グラフィックス有限会社によるデザインチームが結成され、一連の作業が進められた。また広報などのため、7匹のマスコットキャラクター「とれねこ」が開業前に登場している。

### 富山ライトレール時代
2006年（平成18年）11月に除雪車が1台導入された。この除雪車は「軌陸兼用走行式小型軌道除雪車」とも呼ばれ、歩道用除雪車をベースとしており、線路上のほか道路上の走行もできる。鉄道事業線である奥田中学校前駅と岩瀬浜駅との間で除雪作業を行なうが、通常は城川原駅1番線の南側にある専用の車庫内に留置されている。
2007年（平成19年）春頃から、レールや枕木の交換やバラストの補充といった保守作業が一部区間で実施されている。

### 富山軌道線との直通
2020年（令和2年）2月22日、富山軌道線との直通に先立ち富山ライトレールが富山地方鉄道に合併。当路線は77年ぶりに富山地方鉄道の路線となった。
そして同年3月21日、富山駅北停留所が廃止されて富山駅停留所に乗り入れ、富山軌道線との直通運転を開始。相互に車両が行き来するようになり、系統も4・5・6の3系統が設定された。富山軌道線に合わせて駅・停留場ナンバリングも設定された。
2021年（令和3年）3月21日、軌道区間の富山駅停留場 - インテック本社前停留場間にオークスカナルパークホテル富山前停留場、インテック本社前停留場 - 奥田中学校前駅間に龍谷富山高校前（永楽町）停留場が設置された。

### 年表
- 1924年（大正13年）

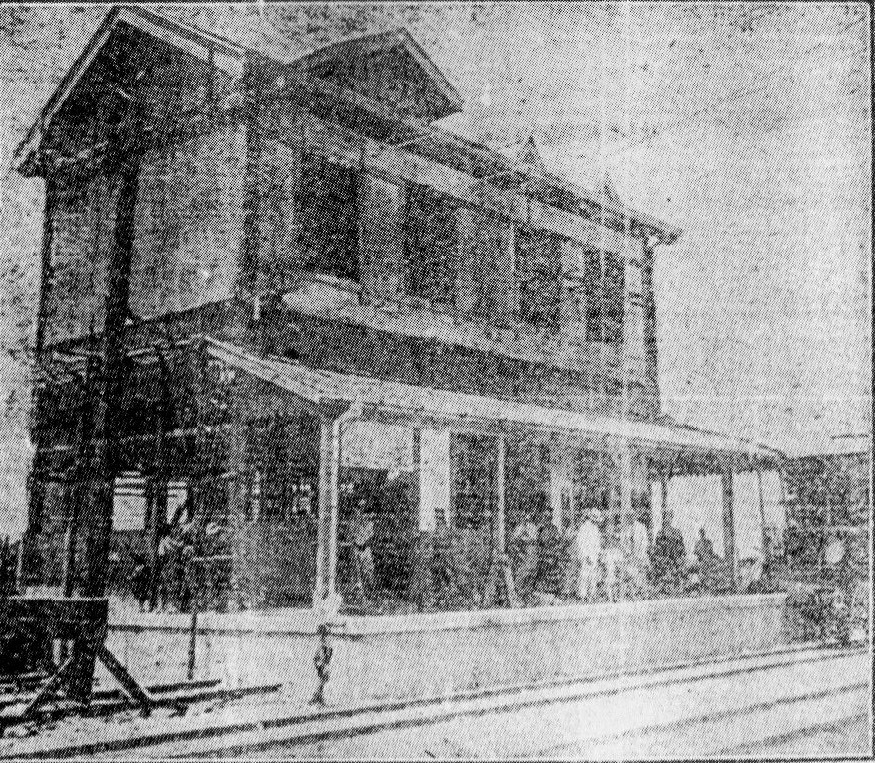
開業当時の岩瀬港駅。『北陸タイムス』（1924年（大正13年）7月23日）によると富岩鉄道の駅の中で最も多額の費用を投じて建設したもので、二階部分は重役会議などの会議室に利用する目的で相応の設備を施したという

富岩鉄道線開業を報道する新聞

  - 7月23日：富岩鉄道 富山口駅 - 岩瀬港駅間（4.7M≒7.56 km）が旅客線として開業[12]。富山口駅・奥田中島停留場（現在の越中中島駅）・城川原駅・高等学校前駅（後の蓮町駅、現在の蓮町（馬場記念公園前）駅）・岩瀬港駅（現在の岩瀬浜駅）が開業[12]。
  - 9月20日：越中岩瀬停留場（現在の東岩瀬駅）が開業[13]。
- 1927年（昭和2年）
  - 12月15日：貨物支線 富山駅 - 富山口駅間（0.4M≒0.64 km）が開業[14]。富山口駅 - 岩瀬港駅間の貨物営業が開始[14]。
  - 6月1日：下奥井駅が開業[15]。
- 1928年（昭和3年）7月11日：富山駅 - 富山口駅間の旅客営業が開始[16]。
- 1929年（昭和4年）5月10日：越中岩瀬停留場が駅に変更[17]。
- 1930年（昭和5年）4月1日：マイル表示からメートル表示に変更（富山駅 - 岩瀬港駅間 5.1M→8.2 km）
- 1933年（昭和8年）7月7日：富山口駅 - 下奥井駅間に薬専校前停留場が開業[15]。
- 1936年（昭和11年）12月27日：貨物支線 西ノ宮信号所 - 岩瀬埠頭駅間 (0.5 km) が開業[18]。岩瀬埠頭駅（のちの富山港駅）が開業[18]。高等学校前駅 - 越中岩瀬駅間に西ノ宮信号所が開設[18]。
- 1938年（昭和13年）東岩瀬港の貨物輸送を担った運河線富岩鉄道と当時の沿線の概況を示す地図
  - 1月1日：岩瀬港駅が岩瀬浜駅に改称[17]。

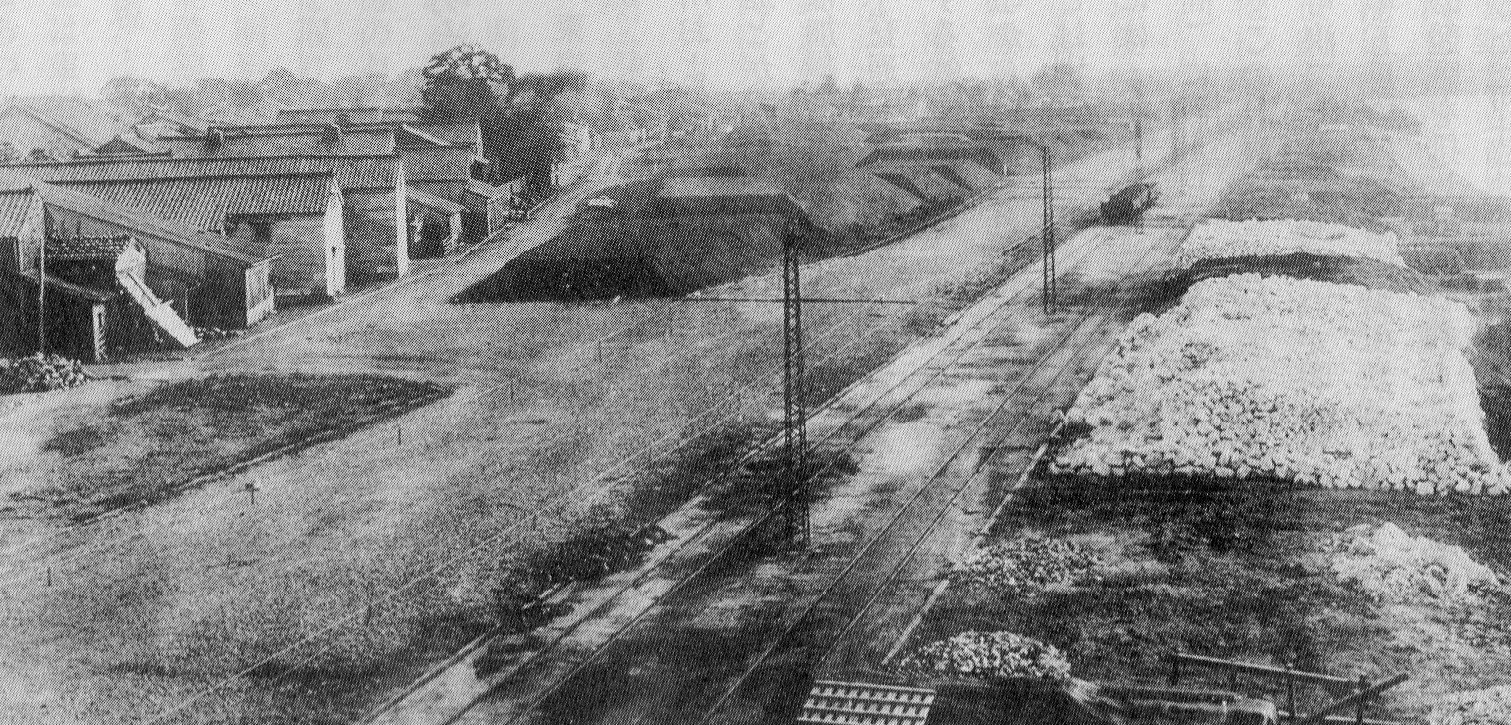
東岩瀬港の貨物輸送を担った運河線

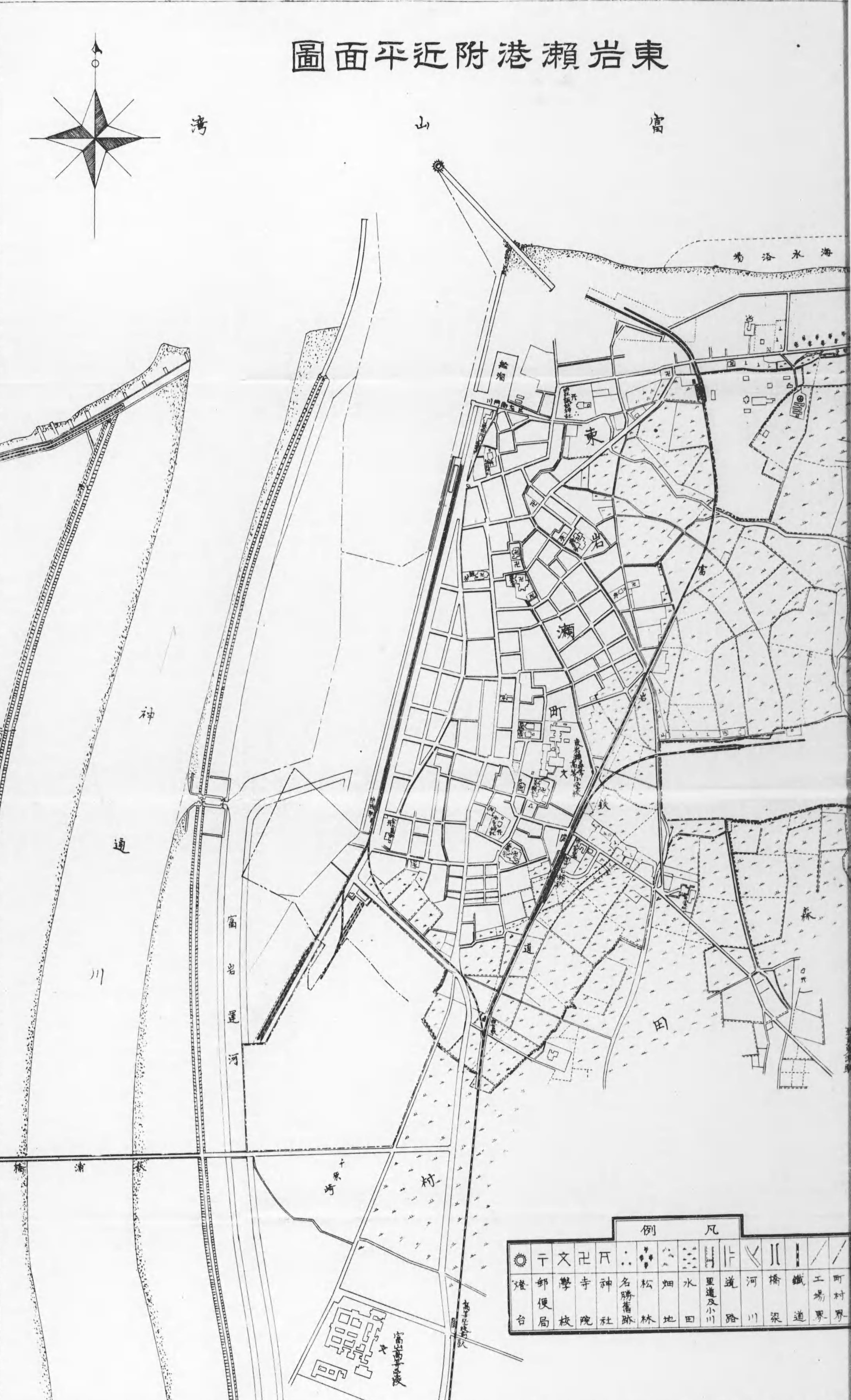
富岩鉄道と当時の沿線の概況を示す地図

  - 8月24日：富山市営鉄道運河線（貨物線） 富山駅 - 日曹工場前駅間 (2.1 km) が開業、富岩鉄道に貸渡[19]。船溜駅・日曹工場前駅（のちの奥田駅）が開業[19]。
- 1939年（昭和14年）
  - 2月8日：西ノ宮信号所が駅に変更され、日満工場前駅（後の大広田駅、現在の萩浦小学校前駅）が開業[17]。
  - 3月11日：運河線に木場町駅が開業[17]。
- 1941年（昭和16年）12月1日：富岩鉄道が富山電気鉄道へ富山駅 - 岩瀬港駅間、日満工場前駅 - 岩瀬埠頭駅間を譲渡し、富岩線となる[20][21]。富岩鉄道は解散[21]。
- 1943年（昭和18年）
  - 1月1日：富山電気鉄道が富山地方鉄道に社名変更[21]。
  - 6月1日：富山地方鉄道富岩線 富山駅 - 岩瀬浜駅間、大広田駅 - 富山港駅間、富山駅 - 奥田駅間が国有化され、富山港線となる[22]。
    - 停留場が駅に変更。奥田中島停留場が越中中島駅に、高等学校前駅が蓮町駅に、日満工場前駅が大広田駅に、岩瀬埠頭駅が富山港駅に、日曹工場前駅が奥田駅に改称[22]。薬専校前停留場・船溜駅・木場町駅が廃止[17]。
    - 富山駅 - 岩瀬浜駅間改キロ、全線で0.2 km短縮。貨物支線 富山駅 - 奥田駅間改キロ、0.2 km短縮。貨物支線 大広田駅 - 富山港駅間改キロ、0.9 km延長。
- 1944年（昭和19年）5月1日：貨物支線 大広田 - 富山港間の電気運転廃止。
- 1950年（昭和25年）5月20日：越中岩瀬駅が東岩瀬駅に改称[23]。
- 1959年（昭和34年）
  - 4月18日：競輪場前仮乗降場が開業[17]。
  - 11月2日：貨物支線 富山駅 - 奥田駅間の電気運転休止。
- 1960年（昭和35年）2月24日：貨物支線 富山駅 - 奥田駅間の電気運転廃止[24]。
- 1967年（昭和42年）3月30日：架線電圧を600Vから1500Vに昇圧[25]。
- 1981年（昭和56年）4月10日：地方交通線に承認される[26]。
- 1984年（昭和59年）2月1日：大広田駅 - 岩瀬浜駅間の貨物営業と貨物支線 富山駅 - 奥田駅間 (1.9 km) が廃止[27]。奥田駅が廃止[27]。
- 1985年（昭和60年）3月14日：ダイヤ改正に伴い車両を北陸本線と共通化。前日限りで旧型国電の運行終了[25]。
- 1986年（昭和61年）11月1日：富山駅 - 大広田駅間の貨物営業と貨物支線 大広田駅 - 富山港駅間 (1.4 km) が廃止[28]。富山港駅が廃止[28]。
- 1987年（昭和62年）
  - 4月1日：国鉄分割民営化により西日本旅客鉄道が承継[25]。競輪場前仮乗降場を臨時駅に変更して競輪場前駅が開業[17]。
  - 5月26日：富山口駅が移転[17]。
- 1999年（平成11年）6月21日：西日本旅客鉄道が富山港線の路面電車化構想を富山県に説明[29]。
- 2000年（平成12年）2月：西日本旅客鉄道が北陸新幹線開業時の並行在来線に富山港線を含む6支線を含める方針を表明する[30]。
- 2001年（平成13年）3月3日：日中と夜の列車に気動車を投入しワンマン運転を開始[31]。
- 2003年（平成15年）
  - 2月26日：西日本旅客鉄道が富山港線及び吉備線の路面電車化を検討している旨を明らかにする[8]。
  - 5月22日：富山市が富山港線を路面電車化する方針を固める[25]。
  - 5月26日：森雅志富山市長（当時）がJR富山港線路面電車化を表明[32]。
- 2004年（平成16年）
  - 1月15日：富山市役所内に富山港線路面電車化推進室を開設[33]。
  - 2月14日：鉄道資産を上下一体方式とする方針を固める[34]。
  - 2月20日：富山港線に係る鉄道資産の実質無償譲渡に富山市と西日本旅客鉄道の間で合意がなされる[25]。
  - 3月17日：新会社設立準備会を開く[34]。
  - 3月24日：新会社の社名が『富山ライトレール』に決定する[35]。
  - 4月17日：富山ライトレール株式会社創立総会を開催する[30][35]。
  - 4月21日：富山ライトレール株式会社が創立する[25]。
  - 8月27日：富山ライトレール株式会社が鉄道免許及び軌道特許の申請を行う[30]。
  - 11月9日：同年8月27日申請の鉄道免許及び軌道特許が認可される[30]。
  - 12月20日：富山港線の路面電車化が国土交通省のLRT整備事業の補助採択される[36]。
- 2005年（平成17年）2月25日：路面電車化工事に係る安全祈願祭を催行する[30]。
- 2006年（平成18年）
  - 2月28日：この日の終電をもってJR線としての営業を終了（廃止は翌3月1日付）[37][38]。
  - 3月1日：富山口駅が廃止[39]、代替バス運行開始。
  - 4月29日：富山ライトレールによる運営開始[40]。架線電圧を600Vに降圧[40]。富山駅北停留場・インテック本社前停留場・奥田中学校前駅・粟島（大阪屋ショップ前）駅・犬島新町駅が開業[39]。競輪場前駅が通年営業化[39]。代替バス運行終了[38]。
- 2015年（平成27年）
  - 3月4日：富山駅北発の終電を23時半に繰り下げ[41]。
  - 12月7日：富山駅北 - 富山駅間延伸及び八田橋東詰 - 奥田中学校前間複線化、停留所新設を認可[42]。
- 2018年（平成30年）3月4日：八田橋東詰 - 奥田中学校前間複線化[6][43]。
- 2020年（令和2年）
  - 2月22日：富山ライトレールが富山地方鉄道に吸収合併され、77年ぶりに富山地方鉄道の路線になる[44][45][3]。
  - 3月21日：富山駅北停留場を富山駅停留場に統合し、富山軌道線と相互直通運転を開始[46][47][48]。蓮町駅を蓮町（馬場記念公園前）駅、大広田駅を萩浦小学校前駅に改称[49]。
- 2021年（令和3年）
  - 3月21日：オークスカナルパークホテル富山前停留場及び龍谷富山高校前（永楽町）停留場が開業、ダイヤ改正[50][51][52][11]。
  - 10月10日：「ICOCA」などの全国相互利用サービスに対応した交通系ICカードが利用可能となる（ecomycaやpasscaが全国で使用できるようになるわけではない）[53]。

## 運行形態
2020年3月21日からは以下の系統が運行されており、富山軌道線と直通運転を行っている。
- 市内電車
  - 4系統：南富山駅前 - 富山駅 - 岩瀬浜間
  - 5系統：富山大学前 - 富山駅 - 岩瀬浜間
- 環状線（片方向のみ運行）
  - 6系統：岩瀬浜 → 富山駅 → 丸の内 →グランドプラザ前 → 中町（西町北） → 富山駅 → 岩瀬浜

JR西日本運営時と比較して富山ライトレール移管直後に列車運行本数が約3倍と大幅に増加し、利便性が向上した。
富山ライトレール移管後は、平日朝ラッシュ時は10分間隔、昼間から夜20時台前半までは15分間隔、夜20時台後半から23時台は30 - 40分間隔で運行されている。休日は朝から20時前半まで15分間隔、夜20時台後半から23時台が30 - 40分間隔となる。本数もさることながら、移管前は終電時刻が21時30分ごろと非常に早く、深夜時間帯（22時台以降）に運転される列車は皆無であったが、移管後は富山駅北発23時15分、岩瀬浜発22時42分へと大幅に繰り下げられた。そして2015年3月14日の改正で、富山駅北発の終電が23時半に繰り下げられた。越中中島行きも設定されている。1時間で1サイクルの運行となっているため、平日朝ラッシュ時は6編成、深夜は2編成、その他の時間帯は2から4編成が使用される。
富岩鉄道・国鉄・JR時代の運行形態は「歴史」節を参照。
|                   |                  | JR西日本運営時 | 富山ライトレール 移管直後 |
| 富山発の 運転本数 | 5                | 1              | 1                         |
| 富山発の 運転本数 | 6                | 2              | 2                         |
| 富山発の 運転本数 | 7                | 1              | 5                         |
| 富山発の 運転本数 | 8                | 2              | 6                         |
| 富山発の 運転本数 | 9 - 16           | 1              | 4                         |
| 富山発の 運転本数 | 17               | 2              | 4                         |
| 富山発の 運転本数 | 18 - 19          | 1              | 4                         |
| 富山発の 運転本数 | 20               | 1              | 3                         |
| 富山発の 運転本数 | 21               | 1              | 2                         |
| 富山発の 運転本数 | 22               | 0              | 2                         |
| 富山発の 運転本数 | 23               | 0              | 1                         |
| 富山発の 運転本数 | 合計             | 20             | 66※                       |
| 富山駅発始発列車  | 富山駅発始発列車 | 5:55           | 5:57                      |
| 富山駅発最終列車  | 富山駅発最終列車 | 21:31          | 23:15                     |

- JR西日本運営時は2005年3月1日改正時の平日ダイヤ。
- 富山ライトレール移管直後は2006年4月29日開業時の平日ダイヤ。
- ※印：66本のうち2本は区間運転。

## 利用状況

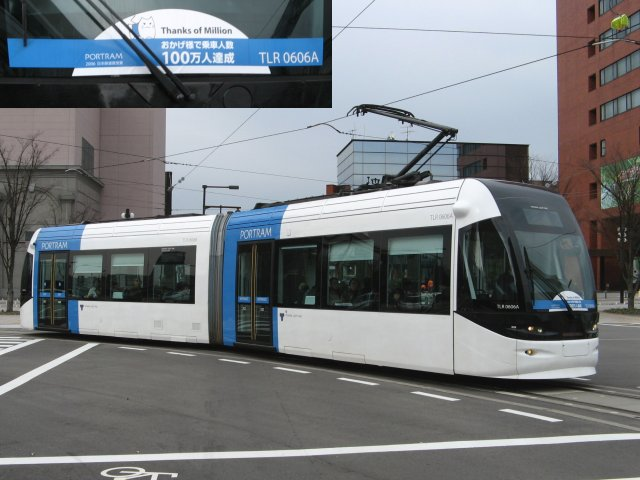
乗車人数100万人達成ステッカー
（2006年12月16日 牛島町交差点）

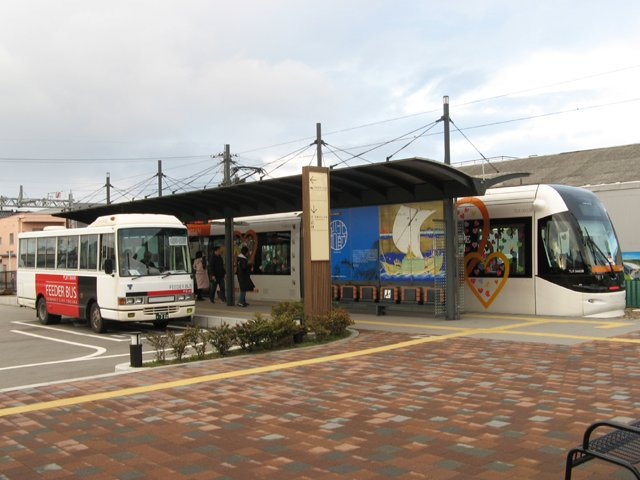
フィーダーバス
（2008年2月10日 岩瀬浜駅）

JR線時代は各駅ともに朝夕は利用客が多く、1駅1本あたり40人程度が乗降していたが、昼間は利用客は少なかった。当線と同じく富山県内にある氷見線・城端線と同様、いわゆる「盲腸線」であった。
移管開業の直前には1日当たりの利用者の目標を、JR時代の2002年度の実績（定期券などの売上からの換算）に相当する3400人としていた。しかしJRとしての運営終了日から約5か月前の2005年（平成17年）秋に行われた利用者の実数調査では、10月2日（日）に1045人、10月6日（木）に2266人という結果が公表され、さらに工事期間中に運行されていた代替バスについては、2006年（平成18年）3月1日から28日の期間で1日当たりの利用者が、平日1776人、土休日744人という結果が公表されていた。そのため、ライトレール化による利便性向上に懐疑的な向きからは前途は厳しいという見方がなされたこともあった。
しかし、開業初日に12750人の利用があり、その後も開業ブーム、開業関連イベントの開催、高齢者層を中心とした新たな需要の開拓、運賃の割引という要因もあって順調な利用が続き、開業から195日目にあたる11月9日の正午頃に乗車人数が100万人に達した。これを記念して、翌日から12月末まで、各車両の前面に100万人記念ヘッドマークが貼られていた。そして、2007年（平成19年）3月31日までの開業初年度については、337日の営業で約165万人の利用があり、1日当たりでは4901人の利用となり、当初の目標を大きく上回った。このように順調な滑り出しとなったため、同年4月29日から5月6日までの間、様々な開業1周年記念イベントが開催され、車両にも記念ステッカーが貼られていた。
開業2年目の2007年度は1日当たり4480人の利用（平日4723人、休日3988人）となり、開業効果および運賃半額割引（曜日・時間帯限定）を行っていた前年に比べるとわずかながら減少したが、目標の4000人は上回っており堅調な推移を見せている。2008年（平成20年）11月1日に乗車人数500万人を達成し、同年11月6日にポートラム500万人達成記念セレモニーが富山駅北停留場1番線降車口前で行われた。
沿線にある龍谷富山高校、県立富山聴覚総合支援学校、県立富山北部高校などへの通学利用のほか、沿線から富山駅に向かう通学利用も多い。また富山駅周辺の官庁や企業には、駐車場が確保できない所も多く、通勤にも利用されている。そのほか週末の夕刻には、富山駅周辺の飲食店に向かう利用も多少はあり、さらに積雪時には、道路の混雑が激しく自転車などの利用も困難になるため、一時的に利用者が増える。
JR時代は観光やマリンレジャーでの利用は少なかったが、末期は記念乗車や撮影でにぎわった。移管開業の際には、運転本数の大幅増加や話題性によって観光での利用増加が期待された。終点に近い富山市岩瀬地区では、北前船の寄港地として栄えた港町の風情を生かして、観光客誘致に向けた環境整備が進められた。
沿線にある富山競輪場は、広大な無料駐車場があり、しかも各地から無料送迎バスも運行されているが、ライトレール開業に合わせて富山港線の利用者と収入の増加を図るために富山駅北口とを結ぶ無料送迎バスが廃止され、代わりに競輪開催日に運賃が無料になる専用ICカードを富山競輪が運賃を負担して発行している。
またトミーテックの「鉄道むすめ」とのタイアップにも熱心で、地元以外から鉄道ファンや萌え系愛好者の集客にも役立てている。イメージキャラクターに設定されている「岩瀬ゆうこ」のイラストが富山駅北停留場などに掲示されているほか、ラッピング電車やスタンプラリー、グッズ販売などをしばしば実施している。
移管開業の前には、当路線とほぼ並行する2ルートの路線バスが運行されていたが、移管開業の際、鉄道とバスとの関係を競合から協働に転換を図ることになり、両路線バスが廃止され、その末端区間の輸送を確保するため、蓮町駅および岩瀬浜駅を起点とするフィーダーバスの運行が開始された。フィーダーバスについては、乗り換えの際の抵抗感を極力減らすため、両駅にはホームに隣接する専用のバス停が設置されたほか、passca使用時限定だが、乗り継ぎ割引制度も導入されている。ただし従来の路線バスは、富山市中心市街地を経由して富山赤十字病院にいたる利便性があったため、複数回の乗り換えと運賃負担の増加を伴う廃止には反対が出た。
なお岩瀬浜駅にはフィーダーバスのほか、土休日限定で射水市コミュニティバスが乗り入れており、万葉線との乗り継ぎも実現していたが2021年9月26日の運行を最後に廃止された。
富山県は、2007年（平成19年）3月末時点で1世帯当たりの自家用乗用車の保有数が全国第2位というように車社会化が進んでおり、また商業エリアも郊外の主要幹線沿いのショッピングセンターやロードサイド店舗が主力になっており、公共交通機関にとっては厳しい環境にある。しかし富山市は、今後の人口減少や高齢化社会などに対応するため、鉄軌道をはじめとする「公共交通を利用したコンパクトなまちづくり」の実現に向けて様々な取り組みを進めている。富山駅南側の市街を走る富山地方鉄道富山軌道線や路線バスとともに、当路線もその一翼を担う役割を期待されている。

### 輸送実績
富山港線の富山ライトレール転換後の輸送実績を下表に記す。
表中、最高値を赤色で、最高値を記録した年度以降の最低値を青色で、最高値を記録した年度以前の最低値を緑色で表記している。
| 年度別輸送実績     | 年度別輸送実績             | 年度別輸送実績             | 年度別輸送実績             | 年度別輸送実績             | 年度別輸送実績             | 年度別輸送実績 | 年度別輸送実績 |
| 年度               | 輸送実績（乗車人員）：万人 | 輸送実績（乗車人員）：万人 | 輸送実績（乗車人員）：万人 | 輸送実績（乗車人員）：万人 | 輸送実績（乗車人員）：万人 | 輸送密度 人/日 | 特記事項       |
| ------------------ | -------------------------- | -------------------------- | -------------------------- | -------------------------- | -------------------------- | -------------- | -------------- |
| 年度               | 通勤定期                   | 通学定期                   | 通勤通学 定期 計           | 定期外                     | 合計                       | 輸送密度 人/日 | 特記事項       |
| 2006年（平成18年） | 38.8                       | 29.5                       | 68.3                       | 126.2                      | 194.5                      | 3,601          |                |
| 2007年（平成19年） | 44.2                       | 31.7                       | 75.9                       | 116.7                      | 192.6                      | 3,283          |                |
| 2008年（平成20年） |                            |                            |                            |                            | 187.6                      | 3,206          |                |
| 2009年（平成21年） | 45.5                       | 34.3                       | 79.8                       | 104.6                      | 184.4                      | 3,151          |                |
| 2010年（平成22年） |                            |                            |                            |                            | 184.4                      |                |                |
| 2011年（平成23年） |                            |                            |                            |                            |                            | 3,306          |                |
| 2012年（平成24年） | 48.0                       | 40.7                       | 88.7                       | 106.2                      | 194.9                      | 3,332          |                |
| 2013年（平成25年） | 49.5                       | 40.2                       | 89.7                       | 101.4                      | 191.1                      | 3,266          |                |
| 2014年（平成26年） | 51.5                       | 40.1                       | 91.6                       | 101.0                      | 192.6                      | 3,291          |                |
| 2015年（平成27年） | 54.3                       | 41.9                       | 96.2                       | 109.4                      | 205.6                      | 3,503          |                |
| 2016年（平成28年） | 56.9                       | 40.9                       | 97.8                       | 102.0                      | 199.8                      | 3,388          |                |
| 2017年（平成29年） | 58.0                       | 43.2                       | 101.2                      | 101.4                      | 202.6                      | 3,420          |                |
| 2018年（平成30年） | 59.4                       | 42.4                       | 101.8                      | 98.3                       | 200.1                      | 3,270          |                |
| 2019年（令和元年） | 57.1                       | 38.5                       | 95.6                       | 88.0                       | 183.6                      |                |                |

管内鉄軌道事業者輸送実績（国土交通省北陸信越運輸局）より抜粋　

### 営業成績
富山港線の富山ライトレール転換後の営業成績を下表に記す。
表中、最高値を赤色で、最高値を記録した年度以降の最低値を青色で、最高値を記録した年度以前の最低値を緑色で表記している。
| 年度別営業成績     | 年度別営業成績     | 年度別営業成績     | 年度別営業成績     | 年度別営業成績     | 年度別営業成績     | 年度別営業成績     | 年度別営業成績 | 年度別営業成績 | 年度別営業成績 | 年度別営業成績 | 年度別営業成績 |
| 年度               | 旅客運賃収入：千円 | 旅客運賃収入：千円 | 旅客運賃収入：千円 | 旅客運賃収入：千円 | 旅客運賃収入：千円 | 旅客運賃収入：千円 | 運輸雑収 千円  | 営業収益 千円  | 営業経費 千円  | 営業損益 千円  | 営業 係数      |
| ------------------ | ------------------ | ------------------ | ------------------ | ------------------ | ------------------ | ------------------ | -------------- | -------------- | -------------- | -------------- | -------------- |
| 年度               | 通勤定期           | 通学定期           | 通勤通学 定期 計   | 定期外             | 手小荷物           | 合計               | 運輸雑収 千円  | 営業収益 千円  | 営業経費 千円  | 営業損益 千円  | 営業 係数      |
| 2006年（平成18年） | 40,820             | 21,419             | 62,239             | 166,032            | 0                  | 228,271            | 47,460         | 275,731        | 377,045        | △101,314       | 132,4          |
| 2007年（平成19年） | 44,486             | 24,318             | 68,804             | 185,592            | 0                  | 254,396            | 73,317         | 327,713        | 497,428        | △169,715       | 151.8          |
| 2008年（平成20年） |                    |                    |                    |                    | 0                  | 252,058            | 53,676         | 305,735        | 372,664        | △66,929        | 121.9          |
| 2009年（平成21年） | 43,743             | 16,831             | 60,574             | 187,717            | 0                  | 248,291            | 54,100         | 302,391        | 356,107        | △53,717        | 117.8          |
| 2010年（平成22年） |                    |                    |                    |                    | 0                  | 249,537            | 61,208         | 310,745        | 366,901        | △56,156        | 118.1          |

鉄道統計年報（国土交通省鉄道局監修）より抜粋

## 車両
営業用

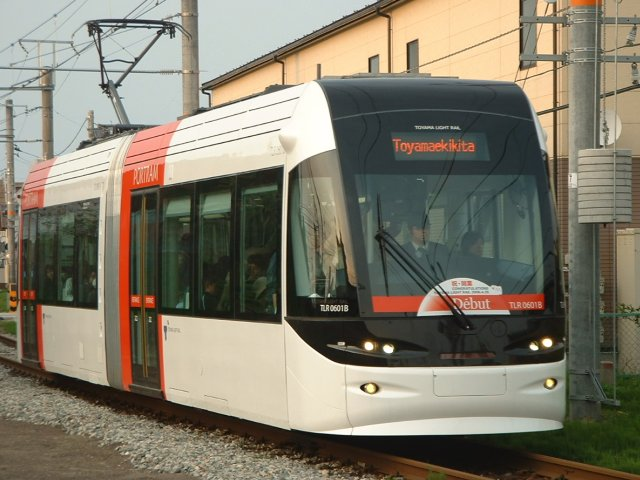
0600形（ポートラム） - 8編成
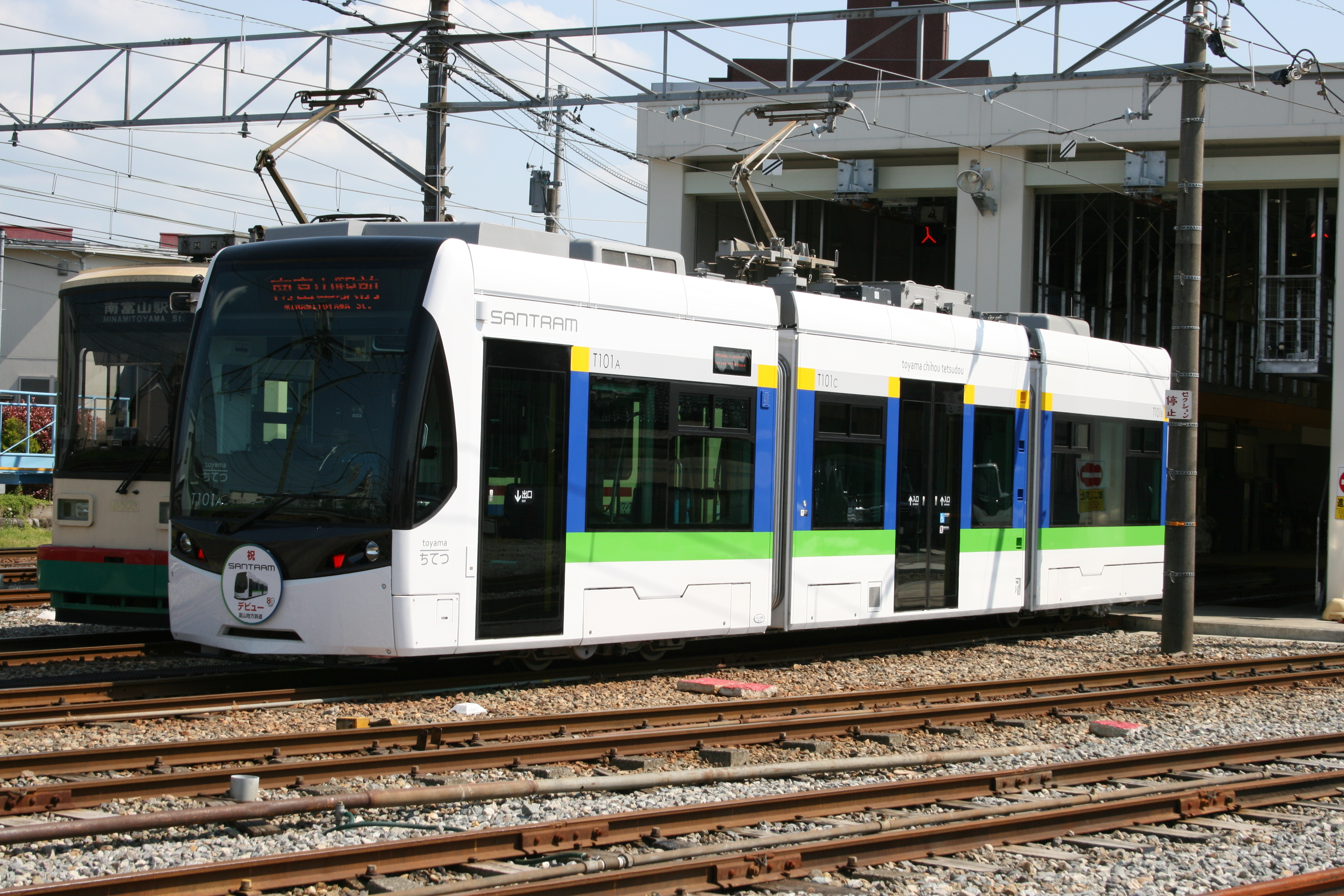
T100形（サントラム） - 4編成
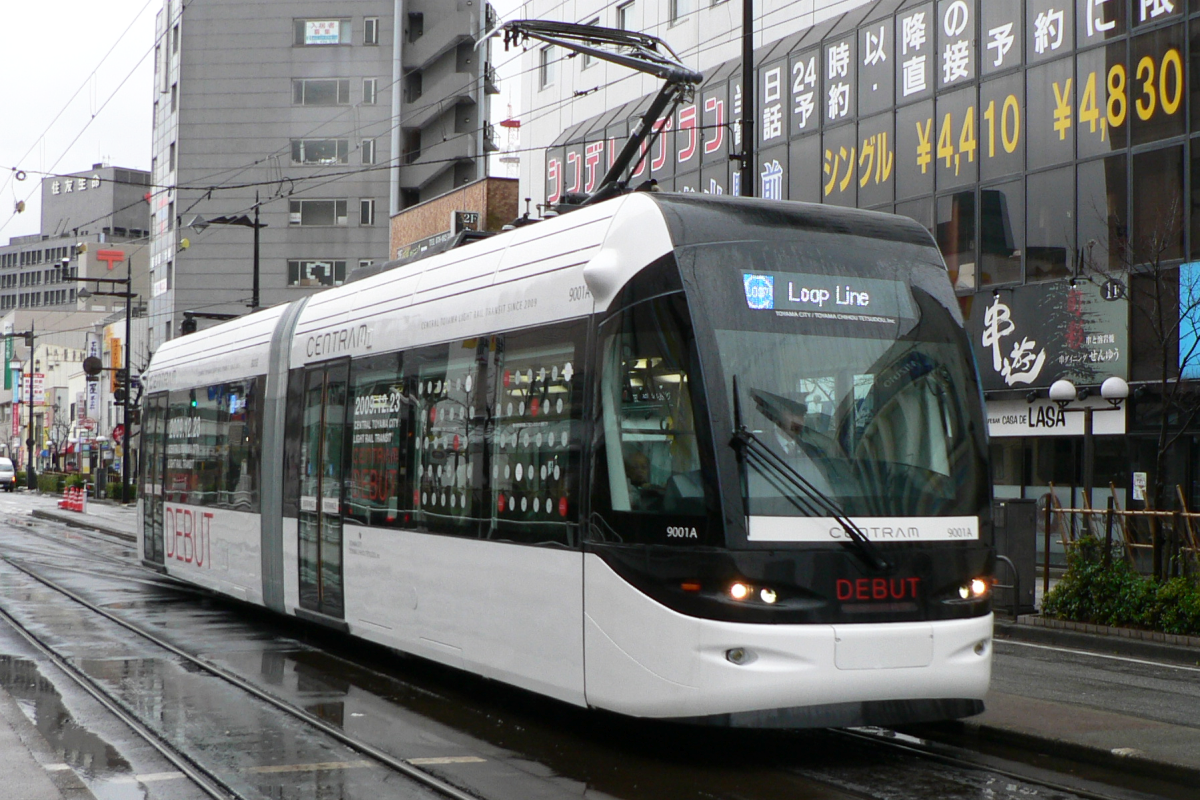
9000形（セントラム） - 3編成

事業用
- 軌陸兼用走行式小型軌道除雪車 - 1両

- ポートラム（0600形）
- サントラム（T100形）
- セントラム（9000形）

## 装飾電車
期間限定で一部編成の車両内外に装飾を施した特別仕様車両が運行することがあり、富山ライトレール時代にはクリスマスにあわせて「クリスマスポートラム」、バレンタインデーにあわせて「PORT LOVE」などが運行されていた。

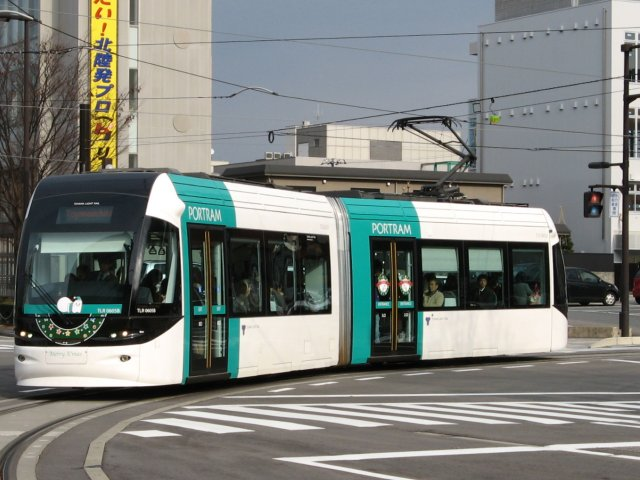
TLR0605による「クリスマスポートラム」（2006年12月16日）
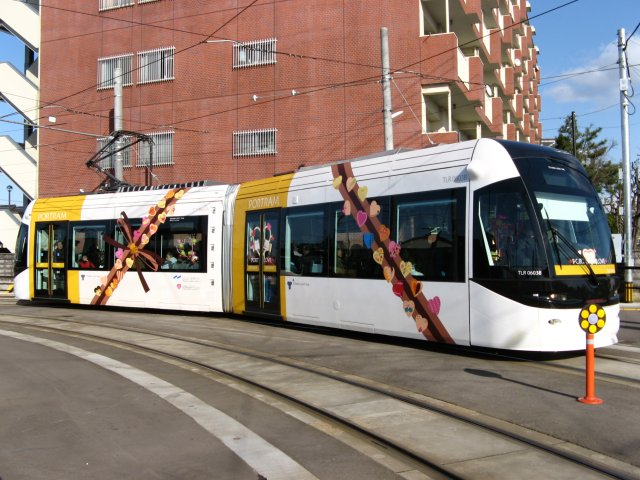
TLR0603による「PORTLOVE」（2007年2月4日）

## 運賃・乗降など
運賃は富山軌道線とまたいで利用した場合をふくめて均一制で、大人210円・小人（小学生）110円である（2019年10月1日改定）。従ってJR時代に営業キロが6 km以下だった区間では値上げになった。ただし、IC乗車カード「ecomyca（えこまいか）」（富山地方鉄道発行）および「passca（パスカ）」（旧・富山ライトレール発行、2019年10月31日発行終了）で乗車する場合は大人180円・小人90円に割り引かれる（2019年10月1日現在）。また65歳以上の富山市民を対象として日中時間帯の運賃が100円に割り引かれる「シルバーパスカ」が販売されていたが、2019年3月31日にサービスが終了し、富山地方鉄道の電車、バスも利用可能なおでかけ定期券に統合された。なお、開業から2007年（平成19年）3月31日までの約11か月間は平日日中と土曜・休日は半額に割り引かれていた。
2021年10月10日よりICOCAでも利用可能となり、ICOCAと相互利用可能なICカードでも利用可能なった。
乗降については、後寄りの車両のドアから乗車して、前寄りの車両の運転席横のドアから降車する「後乗り前降り」である。降車時に運賃の支払いや定期券の確認を行う。降車用ドアの運転席側には、運賃箱と一体になったICカードリーダーが設置されているほか、このドアの客室側にもICカードリーダーが設置されており、2列での降車も可能である。なお、途中駅で降車する場合、事前に降車ボタンを押すのが原則だが、押されなかった場合でも各駅に一旦は停車する。しかし、乗降がないと判断されると直ちに発車することがある。
「前降り」方式となっているため、朝ラッシュ時に降車客が集中する駅で停車時間が長くなり、ダイヤの乱れや踏切遮断時間が延びるという問題が発生していた。そのため、2006年（平成18年）7月10日から朝ラッシュ時限定で4駅に係員を配置して、定期券利用者に限り後寄りの乗車用ドアからも降車できるように改善された。その間、降車用ドアの客室側に設置されていたICカードリーダーを乗車用ドアに移設する作業が行われた。そして移設作業の完了した7月31日からPassca利用者は朝ラッシュ時に限り全駅で乗車用ドアからも降車できるようになった。その際は乗務員などの目が届かない中で運賃を支払う信用乗車（富山ライトレールでは「信用降車」と称している）となる。なお、一旦撤去された降車用ドアの客室側のICカードリーダーは9月中に再整備された。2017年10月15日から全ての駅において、これまで朝ラッシュのみ適用されていた「信用降車」を終日に拡大したが、2020年3月21日の南北接続後に廃止された。
運賃以外の収入を確保するため、富山ライトレールは開業当初から各種のオリジナルグッズを販売しており、チョロQ、もなか、ネクタイなどのラインアップがあった。
2007年9月22日から24日まで、富山市総曲輪（そうがわ）地区の再開発ビル「総曲輪フェリオ」の開業に合わせて、当路線や接続するフィーダーバスなどが無料運行となった。3日間で35,900人の利用があり、23日には開業初日を上回る12,820人の利用があった。なお、この間の費用は富山市が負担した。

## 沿線概況

### 停留場
起点の富山駅停留場は3面2線構造で、終点の岩瀬浜駅は1面1線である。他の中間駅は相対式の2面構造で、西側（または北側）が下り用の1番線、東側（または南側）が上り用の2番線になっている。したがって中間駅では、上下列車とも進行方向に対して左側のドアで乗降を行う。なお交換設備のない中間駅は、インテック本社前停留場と競輪場前駅をのぞいて、ホームが踏切を中心とした千鳥配置になっており、踏切の遮断時間を抑制している。また駅周辺の踏切は、列車が駅に停止することを前提に作動開始時期が設定されている。そのため回送列車（岩瀬浜→城川原がある）は、踏切の手前で停止または減速する場合がある。
低床ホームは各駅ともデザインが統一されており、上屋やイスやスロープのほか、スピーカーが組み込まれたLED式の案内表示器が設置されている。さらに一部の駅には、監視カメラも設置されている。ホームの背面は、全面的にガラスで覆われており、この面が支柱を境に3区画に分割されており、中央の区画には駅名標や時刻表や周辺の地図などが掲示されている。また端寄りの1区画は「個性化スペース」として、各駅にまつわる風景などがフィルム貼付によって描かれている。そして残りの区画は一部駅をのぞき「広告スペース」になっており、グッズ販売と並ぶ会社の貴重な副収入源となっている。なお「広告スペース」については、2006年（平成18年）秋以降、下奥井駅から岩瀬浜駅の間の各駅で、鳥居形のものが新たに設置された。
東岩瀬駅にはJR時代まで使用されていた駅舎と一部ホームが残されており、改修工事を終えた2007年（平成19年）2月から、待合室等として利用されている。また競輪場前駅もJR時代の駅舎が残っている。
駐輪場は、奥田中学校前駅以北の全駅で移管開業に合わせて新設された。公衆トイレは、移管開業に合わせて蓮町駅と岩瀬浜駅に新設されたほか、城川原駅の本社待合室と東岩瀬駅の駅舎内にも設置されている。
鉄道区間では自動閉塞式による閉塞運転となり、交換可能駅には出発・場内信号機が設置されている。安全側線は設置されておらず、場内信号機は警戒信号が可能な四灯式となっており、上下列車が同時進入する場合には警戒現示となる。対する出発信号機は二灯式である。ただし奥田中学校前駅は、併用軌道区間との境界にあたるため、下り用1番線の岩瀬浜方面に鉄道用の出発信号機、上り用2番線と下り用1番線の富山駅方面に軌道用の出発信号機がそれぞれ配置されている。また城川原駅には入出庫用の入換信号機も設置されている。
分岐器については、富山駅停留場と城川原駅をのぞき、転轍操作が不要なスプリング式が使用されている。いずれも氷雪による動作不良を防止するため、散水や加熱による融雪装置が設置されているほか、付帯する曲線区間にはガードレールが設置されている。
列車の保安装置については、ATS-SW形（地上子の銘板表記による）による自動列車停止装置が使用されており、鉄道事業区間に限り地上子が設置されている。出発信号機の直下には即時停止の地上子が設置されており、また交換駅の分岐器の場内信号機側には速度照査のため二個一組の地上子が設置されている。さらに終点の岩瀬浜駅にも、車止めの手前で停止できるよう複数の地上子が設置されている。

### 併用軌道区間

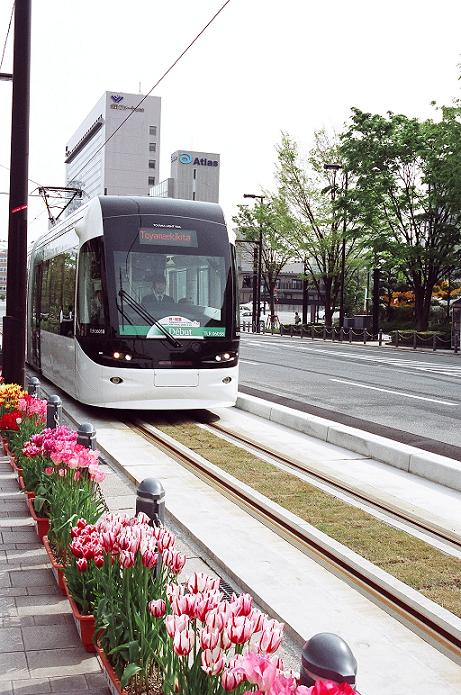
ブールバールの軌道を走行する富山駅北電停行きのポートラム。歩道沿いに軌道が敷設されている。
（2006年5月）

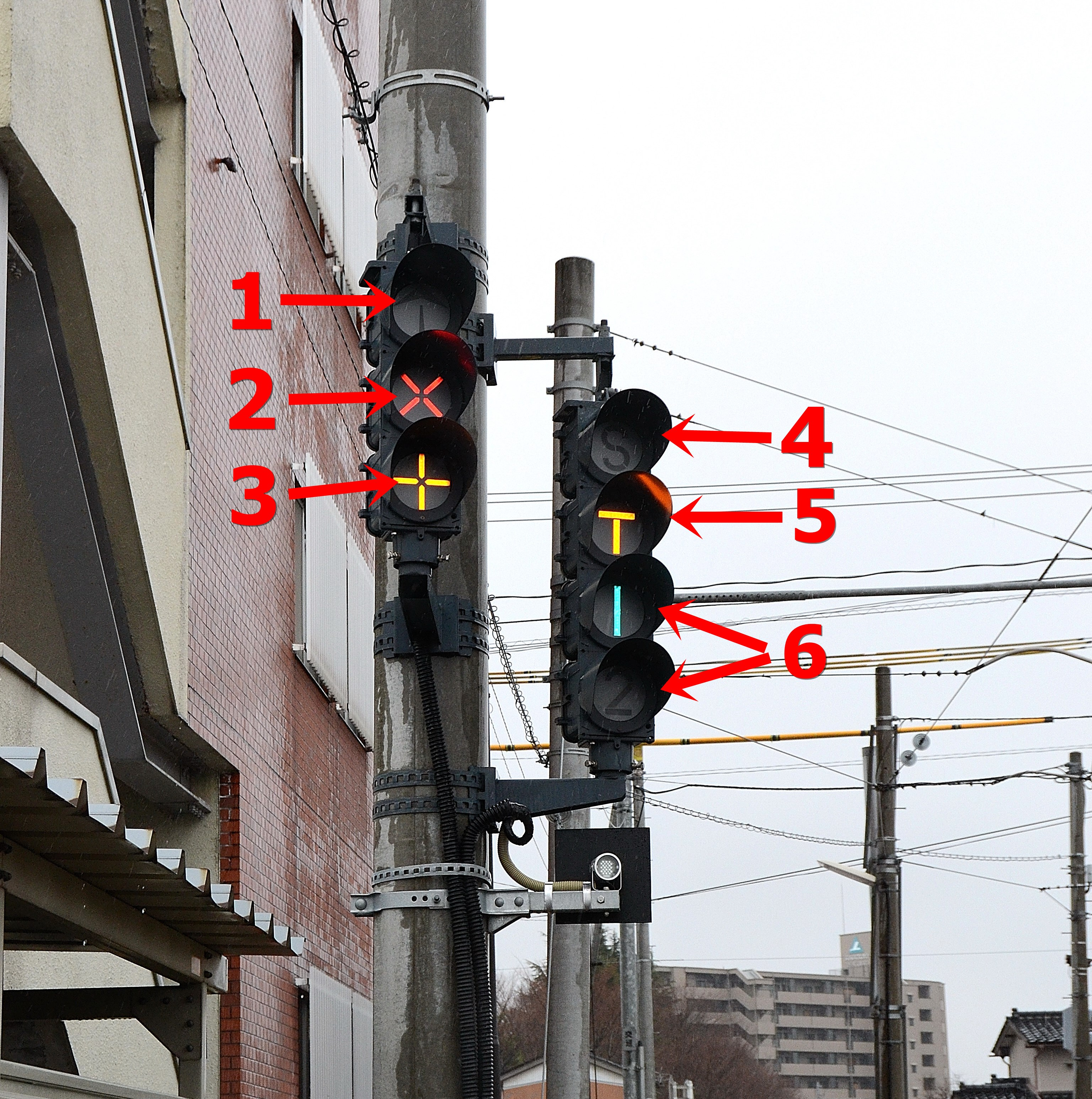
使用されている軌道用の信号機（軌道信号機）
1進行を示す矢印の表示（消灯）、2停止を示す×の表示、3この先の単線区間に列車がいることを表す表示、4先行列車を表すSの表示（消灯）、5対向列車を表すTの表示、6列車の数を表す1と2の表示（2は消灯）
この写真の表示は、列車に停止を現示し、この先の単線区間に1つの列車がこちらに向かっていることを表示している。

北陸新幹線の建設にあわせて実施される富山駅周辺の連続立体交差事業計画が具体化する段階で、富山港線の取り扱いについても検討されたが、費用対効果や用地などの面で高架駅への乗り入れは見送りとなった。そのため、旧富山港線が市道綾田北代線を横断していた中学校踏切までの区間を廃止した上、その代替となる延長約1.1 kmの併用軌道を市道上に建設して富山駅までのルートを確保すると共に、既存区間も路面電車仕様に改良することになった。この計画の妥当性を検討するため、2003年（平成15年）に「富山港線路面電車化検討委員会」が組織され、路面電車化のほか、現状を維持しながら高架化、全線を廃止してバスで代替、の3案について様々な試算が行われた。その結果、路面電車化した場合、2006年（平成18年）から30年間で累積される社会的総便益が最も大きくなるとの報告が出された。
新設された併用軌道区間の名称は、富山市都市計画審議会で「富山ライトレール線」とすることが決められた。なお廃止区間のうち富山駅から富山口駅までは、高架化工事期間中の仮線用地に転用された。
この区間の経路について下り方向で順に挙げると、起点の富山駅停留場は、JR富山駅の高架下にあり3面2線構造である。駅を出ると直ちに富山駅北口交差点を横切って、その先で1線に合流してから市道富山駅北線の路肩を北に進み、牛島町交差点に達する。ここで右に曲がって市道綾田北代線に移り、以降は道路の中央を東に進み、インテック本社前停留場、牛島新町西交差点、牛島新町交差点、いたち川に架かる八田橋、永楽町交差点を通過する。その後2線に分岐して北向きに曲がりながら市道の東行き車線を横断して、旧線との合流点である奥田中学校前駅に到達する。なお八田橋については、強度の面で従来の橋桁を流用できなかったため、橋桁の中央部分を一旦撤去した後、新たに軌道専用の下路プレートガーダー橋を架設している。
軌道の施工に際しては、インファンド (INFUNDO) と呼ばれる技術が導入されている。これは2列の溝が形成されたコンクリート板を路面に埋設して、この溝の中に樹脂などを介して溝付レールを固定するもので、騒音や振動が従来よりも抑制されている。また積雪対策として、軌道の両側に沿って撒水式の消雪装置が設置されている。
富山駅北口交差点と牛島町交差点は、その手前に列車を検知するセンサーが設置されており、交通信号が切り替わる際、専用の信号機で列車だけを通過させる方式になっている。しかし列車が止まることなく通過できる優先信号が設置されている交差点はない。そのため信号待ちが発生することや、右折車が軌道をふさぐことがあり、若干の遅れが出ることがある。特に朝ラッシュ時の10分間隔ダイヤを維持するには、インテック本社前停留場での停車を含めて、各列車がこの区間を5分以内に走り抜ける必要があるが、現実には難しく、富山駅周辺のダイヤは乱れやすい。なお列車を検知するセンサーとしては、トロリーコンタクターのほか、左右レールの内側に接するように埋め込む方式の物も使用されており、いずれの場合も、列車の進行方向を検知するため複数個を並べて設置している箇所が多い。
市道綾田北代線は、軌道の敷設によって、当初の4車線から2車線（交差点付近は右折車線を含む3車線）に削減された。そのため一部区間を拡幅する計画があり、併せて八田橋の東側から奥田中学校前駅までの軌道を複線化する予定で、これに備えた分岐器が当初から設置されている。この複線化にあわせて、永楽町交差点付近に新停留場を設置する計画が公表された（後述）。なお現状では、永楽町交差点付近での渋滞が激しくなったほか、この周辺で、自動車との接触事故が開業初年度に6件発生するなどの問題が出ている。この対策として2008年3月、ドライバーなどに列車の接近を知らせるため、八田橋の東側と永楽町交差点に計4台の電光掲示板が設置された。列車がトロリーコンタクターで区画された範囲内にあるとき、「電車接近中」と「軌道横断注意」が交互表示される。
2014年1月、富山市はインテック本社前停留場から奥田中学校前駅間の道路の一部、いたち川に架る八田橋東詰から奥田中学校前駅間約340mを拡幅し車道を4車線化、また無電柱化した上で、2017年度より軌道の複線化、八田橋東詰付近に新たに地元からの要望のあった永楽町停留場（仮称）の設置工事に取り掛かると正式に発表した。2018年ごろには富山駅の在来線北陸本線（あいの風とやま鉄道線）の高架工事が完了し、富山地方鉄道富山軌道線との南北接続を予定しているため、それに合わせ完成を目指すとされた。なお複線化により新停留場を設けても、これまでどおりのダイヤ運行定時性を確保できるとみている。2015年12月4日、国土交通省は富山市と富山ライトレール・富山地方鉄道から出されていた軌道運送高度化実施計画の変更を12月7日付で認めると発表した。これによると、軌道延伸（南北接続）工事は平成31年度（2019年度）、複線化も含めた完成は平成32年度（2020年度）の予定とされた。富山駅北停留場は、既設の富山地方鉄道富山駅停留場（2015年3月14日に移設開業済）に統合される。また、既存区間も含めた富山ライトレールの軌道区間は上下分離を行い、富山市が軌道施設を保有する形に変更するとした。なお、南北接続後に富山ライトレール・富山地方鉄道両鉄道で均一運賃、かつ運行主体についても南北接続後に一元化する構想があり、2019年4月25日には2020年2月22日をもって富山地方鉄道が富山ライトレールを吸収合併する事が決定した。これにより、国による買収から77年ぶりに富山地方鉄道の路線に復帰することになる。2019年2月の時点では、延伸工事の完成は2020年3月、新停留場の着工は2019年度とされていた。軌道の複線化は2018年、南北接続は2020年に完成し、新停留場は龍谷富山高校前（永楽町）停留場として2021年に開業した。
富山駅北口交差点から牛島町交差点までの区間は、市道富山駅北線の西側の路肩に軌道が設置されており、縁石によって車道と区画されているため、中に自動車が入り込むことはない。富山駅北停留場構内はバラスト軌道に溝付レールという構造になっていた。
2005年度に富山駅北停留場から牛島町交差点までの軌道が緑化されたが、富山駅北停留場構内は日当たりが悪くコケが繁茂するなどしたため、2015年に小松精練（現・小松マテーレ）が開発した新素材により再施工された。富山軌道線との接続工事により、富山駅北停留場跡地にはシーサスクロッシングが設けられたため、構内の緑化軌道は現存しない。
この区間の施工に際しては、世界各国の技術が導入されており、例えば分岐器や、レールボックス（列車検知センサーを軌道内に埋め込むための箱）や、地上と列車との情報伝達装置（両端駅の軌道中央にループコイル状のアンテナが設置されており、車両運転席の左側には操作パネルが埋め込まれている）は、ドイツにある HANNING&KAHL 社の製品が使用されている。なお同社が公開している情報誌で当線が紹介されている。
この区間の最高速度は、法令に従い40 km/hとされるが、曲線などによる速度制限が点在している。なお奥田中学校前駅以北では、駅間距離が長い区間を中心に最高60 km/hで運行されている。

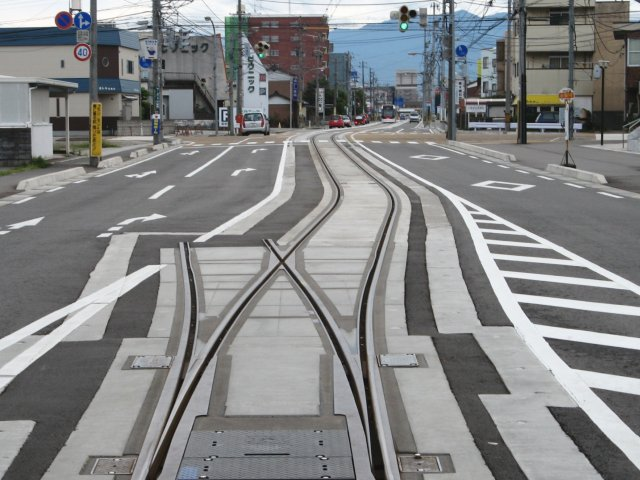
ポイントと永楽町交差点 （2006年9月）
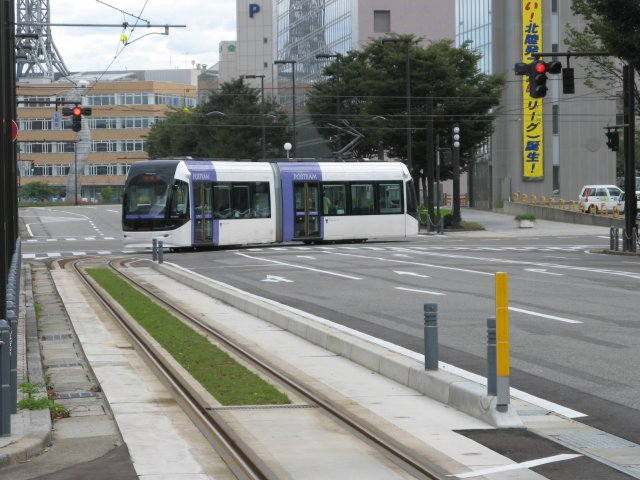
芝生軌道と牛島町交差点 （2006年9月）
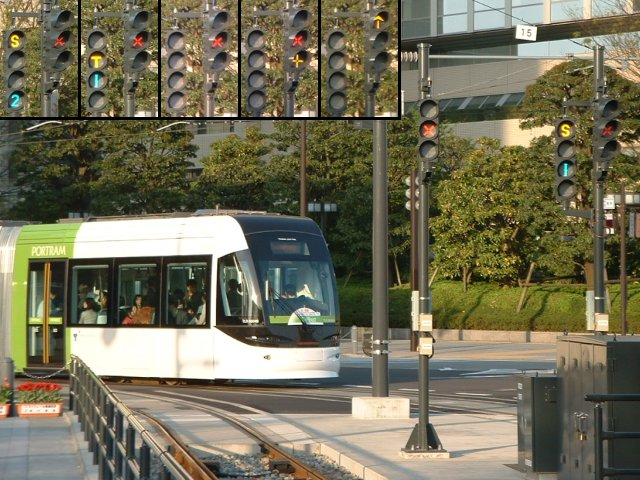
富山駅北停留場の出発信号機 （2006年5月）

## 駅一覧
- 全停留場・全駅とも富山県富山市内に所在。
- 線路…｜：単線、∧:ここから複線、∨:ここから単線、◇：対向電車の待ち合わせができる停留場・駅。

| 駅番号 | 駅名                                   | 営業キロ | 営業キロ | 接続路線・備考 | 線路 |
| 駅番号 | 駅名                                   | 駅間     | 累計     | 接続路線・備考 | 線路 |
| ------ | -------------------------------------- | -------- | -------- | --- | ---- |
| C15    | 富山駅停留場                           | -        | 0.0      | 西日本旅客鉄道： 北陸新幹線・高山本線（富山駅） あいの風とやま鉄道：あいの風とやま鉄道線（富山駅） 富山地方鉄道：本線（電鉄富山駅: T01）・富山軌道線 | ∨    |
| C26    | オークスカナルパークホテル富山前停留場 | 0.3      | 0.3      | 岩瀬浜方面のみ停車 | ｜   |
| C27    | インテック本社前停留場                 | 0.2      | 0.5      | | ｜   |
| C28    | 龍谷富山高校前（永楽町）停留場         | 0.3      | 0.8      | 複線区間はこの停留場の奥田中学校前方直後から。停留場部分は単線                                                                                       | ∧    |
| C29    | 奥田中学校前駅                         | 0.4      | 1.2      | | ∨    |
| C30    | 下奥井駅                               | 0.9      | 2.1      | | ｜   |
| C31    | 粟島（大阪屋ショップ前）駅             | 0.8      | 2.9      | | ◇    |
| C32    | 越中中島駅                             | 0.4      | 3.3      | | ｜   |
| C33    | 城川原駅                               | 1.0      | 4.3      | | ◇    |
| C34    | 犬島新町駅                             | 0.4      | 4.7      | | ｜   |
| C35    | 蓮町（馬場記念公園前）駅               | 0.8      | 5.5      | | ｜   |
| C36    | 萩浦小学校前駅                         | 0.7      | 6.2      | | ◇    |
| C37    | 東岩瀬駅                               | 0.5      | 6.7      | | ｜   |
| C38    | 競輪場前駅                             | 0.6      | 7.3      | | ｜   |
| C39    | 岩瀬浜駅                               | 0.4      | 7.7      | | ｜   |

富山ライトレール移管後は富山駅北停留場が起点となり、富山駅北停留場 - 下奥井駅間に2駅、下奥井駅 - 越中中島駅間に1駅、城川原駅 - 蓮町（馬場記念公園前）駅間に1駅の新駅（電停）が設置された。2005年10月にこの4電停の命名権が1電停当り1,500万円で発売され、うち2電停の命名権をそれぞれインテック、大阪屋ショップが買い取り、それぞれ「インテック本社前」、「粟島（大阪屋ショップ前）」と命名された。残り2電停は仮称の「奥田中学校前」、「犬島新町」が正式名称となった。
2021年3月21日に開業した2停留場においても、同様の募集がなされ、オークスおよび学校法人藤園学園が命名権者となってそれぞれ「オークスカナルパークホテル富山前」「龍谷富山高校前（永楽町）」と命名された。

### 廃止区間
( )内の距離数は起点からの営業キロ。
本線（2006年廃止）
富山駅 (0.0 km) - 富山口駅 (0.7 km) - 下奥井駅 (2.3 km)
貨物支線（1986年廃止）
大広田駅 (0.0 km) - 富山港駅 (1.4 km)
貨物支線（1984年廃止）
富山駅 (0.0 km) - 奥田駅 (1.9 km)

### 廃駅
現存区間の廃停留場、廃止区間の廃止前に廃止された駅・停留場
- 本線
  - 富山駅北停留場 - 2020年廃止・富山駅 - インテック本社前間（富山駅起点 0.1 km）
  - 薬専校前駅 - 1943年廃止・富山口 - 下奥井間（富山起点 1.4 km）
- 貨物支線
  - 船溜駅 - 1943年廃止・富山 - 奥田間（富山起点 0.9 km）
  - 木場町駅 - 1943年廃止・富山 - 奥田間（富山起点 1.2 km）

### 過去の接続路線
- 蓮町駅：北陸本線貨物支線（富山操車場方面）